# Velký Jelení vrch
Der Velký Jelení vrch (Großer Hirschberg; 514 m) ist ein Berg im Ralská pahorkatina in Nordböhmen (Tschechien). Seit 1996 steht der felsige Gipfelbereich des Berges zusammen mit dem benachbarten Malý Jelení vrch auf insgesamt 7,9 ha als Naturdenkmal unter staatlichem Schutz.

## Lage und Umgebung
Der Velký Jelení vrch befindet sich ungefähr sieben Kilometer östlich von Mimoň (Niemes) und drei Kilometer südlich von Stráž pod Ralskem (Wartenberg) inmitten einer weiten, heute unbesiedelten Wald-Felslandschaft. Unmittelbar südlich des Berges befand sich einst die Gemeinde Svébořice (Schwabitz), welche um 1947 wegen der Einrichtung des Truppenübungsplatzes Ralsko abgerissen wurde. 

## Aussicht

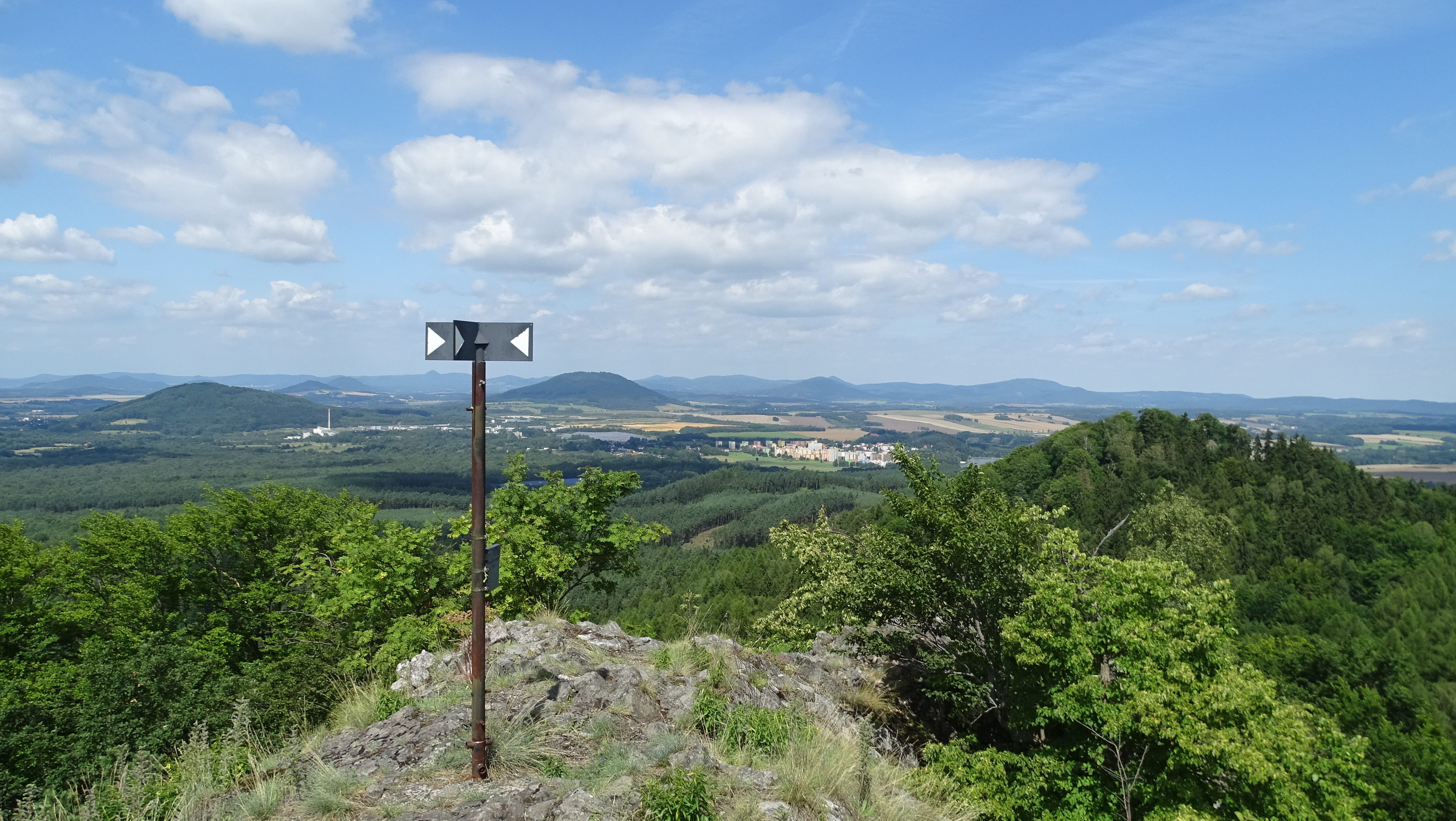
Aussicht in Richtung Mimoň

Die Aussicht vom Gipfel ist sehr umfassend. Im Norden reicht der Blick bis zur Bergkette des Lausitzer Gebirges, im Westen ins Böhmische Mittelgebirge und im Süden in die hügelige Waldlandschaft von Kummergebirge und Daubaer Schweiz. Im Osten wird der Blick vom Jeschkenkamm begrenzt. Markante Berge im Blickfeld sind der Ralsko (Roll), der Ještěd (Jeschken) und der Bezděz (Bösig).

## Wege zum Gipfel
Zum Velký Jelení vrch führt kein markierter Wanderweg. Ein Aufstieg ist von Osten entlang des alten historischen Steiges möglich. 